# Фабиан, Эндрю
Эндрю Фабиан (Andrew (Andy) Christopher Fabian; род. 20 февраля 1948, графство Суррей, Англия) — британский астроном и астрофизик, специалист по рентгеновской астрономии.
Член Лондонского королевского общества (1996), иностранный член НАН США (2016), доктор философии (1972), профессор и экс-директор Института астрономии Кембриджского университета (являлся последним с 2013 года, связан с ним на протяжении всей своей карьеры — с 1973 года), там же являлся исследовательским профессором Королевского общества в 1982—2013 гг.
Являлся Gresham Professor of Astronomy (эмерит).
В 1997—2012 гг. вице-мастер кембриджского Дарвиновского колледжа.
В 2008—2010 гг. президент Королевского астрономического общества.
Также эмерит-профессор Грешем-колледжа (читал лекции в 1982—1984 гг.). Являлся главредом Monthly Notices of the Royal Astronomical Society (1994–2008).
Вырос в деревне в Нортгемптоншире.
Окончил Королевский колледж Лондона (бакалавр физики), степень доктора философии получил в Университетском колледже Лондона в 1972 году, занимался для последней в Mullard Space Science Laboratory.
C 1973 года фелло-постдок в Институте астрономии Кембриджского университета, с которым с того времени связал всю свою карьеру, в 1982—2013 гг. там же исследовательский профессор Королевского общества, с 2013 года директор, ныне профессор. Подготовил более полусотни PhD-студентов.
Автор более тысячи рецензированных статей.

## Награды
- Премия Бруно Росси (2001)
- Премия Дэнни Хайнемана в области астрофизики (2008)
- Золотая медаль Королевского астрономического общества (2012)
- Медаль Кэтрин Брюс (2016)[5]
- Премия Кавли (2020)[6]

OBE (2006).